# Amomyrtus luma
Amomyrtus luma är en myrtenväxtart som först beskrevs av Juan Ignacio Molina, och fick sitt nu gällande namn av Carlos Maria Diego Enrique Legrand och Eberhard Max Leopold Kausel. Amomyrtus luma ingår i släktet Amomyrtus och familjen myrtenväxter. Inga underarter finns listade i Catalogue of Life.

## Bildgalleri

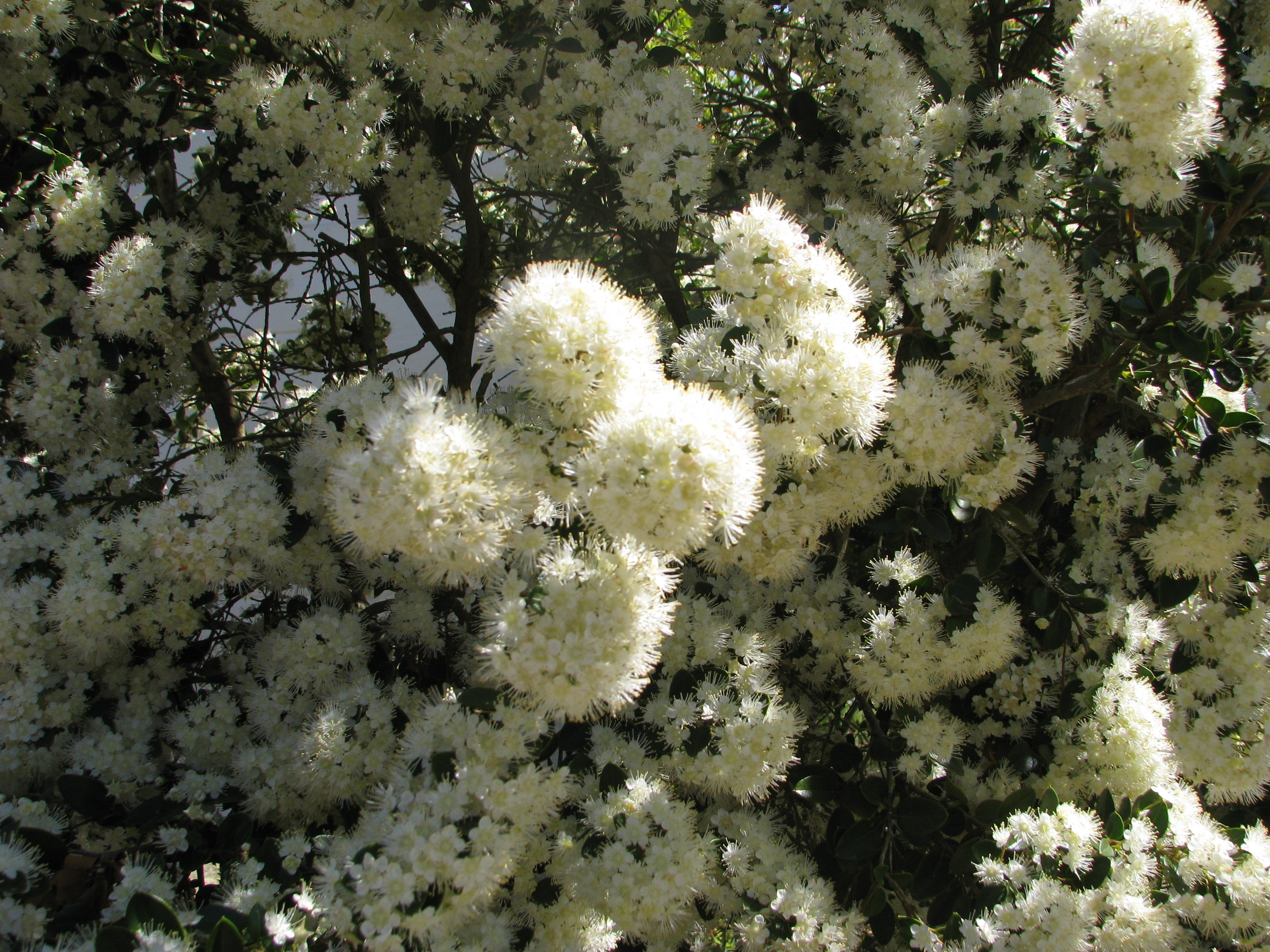
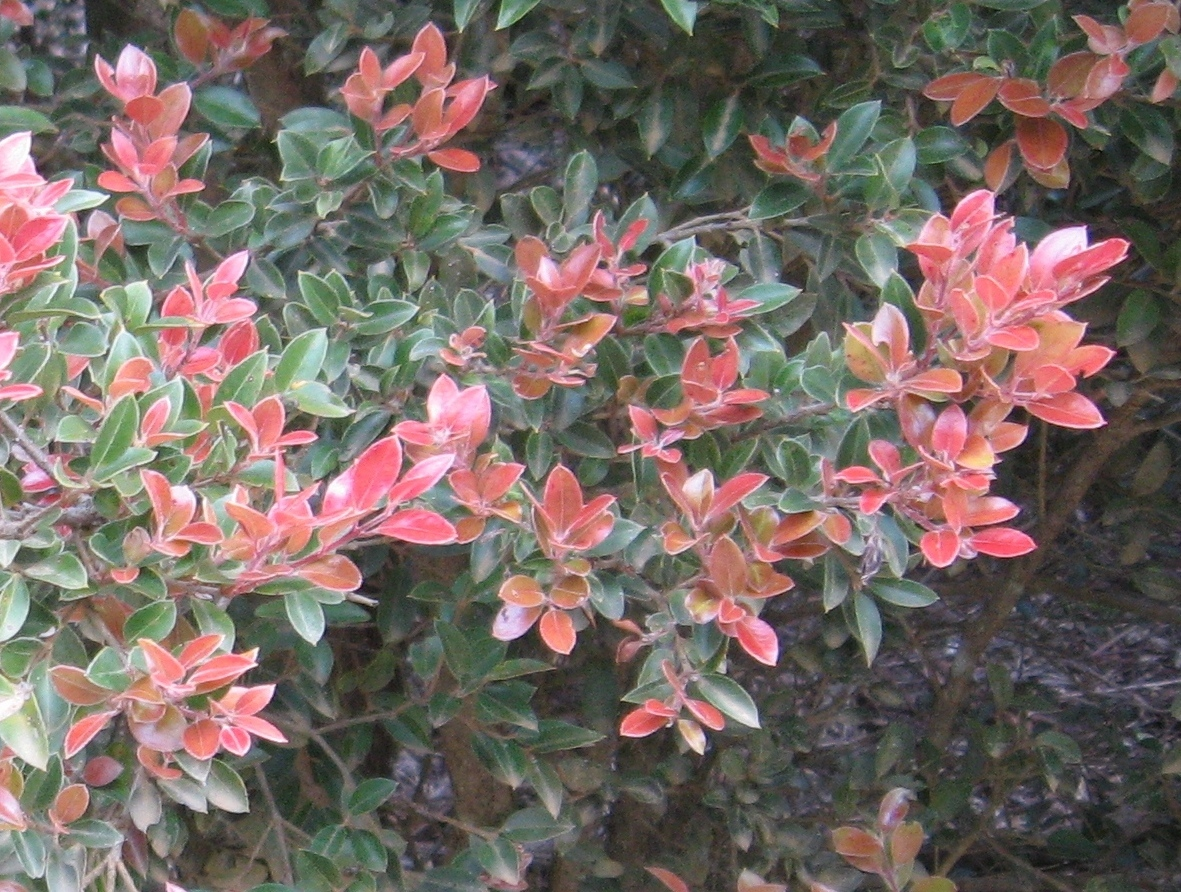